# Bizerte Sud (délégation)
Bizerte Sud est une délégation tunisienne dépendant du gouvernorat de Bizerte.
En 2004, elle compte 45 227 habitants dont 23 093 hommes et 22 134 femmes répartis dans 9 837 ménages et 10 431 logements.